# Lawrence Hauben
Lawrence Hauben (ur. 3 marca 1931 w Nowym Jorku, zm. 22 grudnia 1985 tamże) – amerykański aktor i scenarzysta filmowy. Laureat Oscara za najlepszy scenariusz adaptowany do  filmu Lot nad kukułczym gniazdem (1975) Miloša Formana. Scenariusz ten powstał na podstawie powieści Kena Keseya. 
Hauben zagrał epizodyczną rolę w filmie Zbieg z Alcatraz (1967) Johna Boormana.

## Filmografia

### Scenarzysta
- 1975: Lot nad kukułczym gniazdem (One Flew Over the Cuckoo’s Nest)

### Aktor
- 1967: Zbieg z Alcatraz (Point Blank) jako sprzedawca samochodów

## Nagrody i nominacje
Opracowano na podstawie materiału źródłowego.
Oscary 1976:
- Wygrana w kategorii: „Najlepszy scenariusz adaptowany” (za Lot nad kukułczym gniazdem)

Złote Globy 1975:
- Wygrana w kategorii: „Najlepszy scenariusz” (za Lot nad kukułczym gniazdem)

BAFTA 1976:
- Nominacja w kategorii: „Najlepszy scenariusz” (za Lot nad kukułczym gniazdem)

Amerykańska Gildia Scenarzystów:
- 1976: Wygrana w kategorii „Najlepszy scenariusz adaptowany dramatu” (za Lot nad kukułczym gniazdem)
- 2011: 45 miejsce dla Lot nad kukułczym gniazdem na „Liście 101 najlepszych scenariuszy wszech czasów”